# Kratipposz (filozófus)
Kratipposz (i. e. 1. század) görög filozófus.
A leszboszi Mütilénéből származott, ahol i. e. 56 és i. e. 50 között működött. Pompeius is meglátogatta, valamint Cicero ifjúkori mestere volt, aki Cicerót Epheszoszban felkereste. I. e. 44-ben Athénbe hívták a filozófia tanítására, itt hallgatta őt Cicero fia is. Cicero említi a filozófiai előadásait tartalmazó jegyzeteit, valamint az álomjóslásról szóló munkáját. Filozófiai irányultságáról, munkáinak tartalmáról semmit sem tudunk, mivel műveiből semmi sem maradt fenn.